# Rolf Woyke
Rolf Woyke (* 17. April 1936 in Vlotho; † 14. März 2019 in Burbach (Siegerland)) war ein deutscher evangelischer Pfarrer, langjähriger Bundespfarrer des EC-Verbandes, Vorsitzender der Deutschen Zeltmission und Autor.

## Leben und Wirken
Rolf Woyke wuchs in Bochum auf, wo er bereits während seiner Kindheit den EC-Jugendverband kennenlernte. Nach dem Abitur studierte er Evangelische Theologie in Wuppertal, Göttingen, Tübingen, Wien und Münster. Nach seinem ersten theologischen Examen war er von 1961 bis 1963 als Reisesekretär bei der Studentenmission in Deutschland (SMD) tätig. Nach dem Gemeindevikariat und dem zweiten theologischen Examen arbeitete er von 1964 bis 1971 und ab 1981 bis zu seinem Ruhestand 2001 als Gemeindepfarrer in Burbach-Wahlbach.
Woyke war von 1987 bis 2007 Vorsitzender der Deutschen Zeltmission (DZM). Von 1971 bis 1981 war er zusätzlich theologischer Leiter (Bundespfarrer) des Jugendverbandes „Entschieden für Christus“ (EC/Kassel). Unter seiner Leitung wurde im Oktober 1979 die EC-Seelsorgearbeit ins Leben gerufen und 1982 initiierte er das EC-Seelsorgezentrum. Von 1973 bis 1992 war er außerdem Vorsitzender der Deutschen Evangelistenkonferenz (Dillenburg) und gehörte mehrere Jahre bis 1993 zum Hauptvorstand der Deutschen Evangelischen Allianz (Bad Blankenburg). Woyke war mit seiner Ehefrau Irmhild verheiratet und hatte mit ihr drei Kinder.
Er war Mitherausgeber des ab 1984 jährlich erscheinenden Bibelleseplans Start in den Tag. Impulse zum Bibel lesen, ZDB-ID 631588-4.

## Veröffentlichungen
- Blankoscheck für den Himmel. Unsere Sakramentspraxis in der Kritik der Bibel, Born-Verlag, Kassel 1977, ISBN 978-3-87092-014-2.
- In Geborgenheit leben, Johannis-Verlag, Lahr 1990, ISBN 978-3-501-00961-1.
- Ein Maler sieht Christus – Passion (Betrachtungen zu den Bildern des Malers Willy Fries), Wort im Bild, Altenstadt 2012, ISBN 978-3-88654-722-7.
- Ein Maler deutet Ostern, Himmelfahrt, Pfingsten (Betrachtungen zu den Bildern des Malers Willy Fries), Wort im Bild, Altenstadt 2012, ISBN 978-3-88654-723-4.

als Mitautor
- mit Gerhard Naujokat (Hrsg.): Welt ohne Werte? Massstäbe des Göttlichen, Grenzen des Menschlichen, Verlag Weisses Kreuz, Kassel 1980, ISBN 978-3-87893-033-4.
- mit Bärbel Wilde (Hrsg.): Einladender Glaube, Schriftenmissions-Verlag, Gladbeck 1980, ISBN 978-3-7958-0849-5.